# Ridge Racer V
Ridge Racer V (prononcé cinq) est un jeu vidéo de course édité et développé par Namco en 2000 sur PlayStation 2. C'est le cinquième volet de la série Ridge Racer. Il fait partie des 15 jeux disponibles au lancement de la console. En novembre 2000, le jeu est porté sur la borne d'arcade System 246 sous le titre Ridge Racer V - Arcade Battle

## Accueil
- Jeuxvideo.com : 15/20[2]